# Uri Avnery
Uri Avnery (hébreu : אורי אבנרי) (ou Uri Avneri voire Ouri ou en concordance avec la transcription traditionnelle de ce prénom biblique, Urie) (de son nom de naissance Helmut Ostermann) est un écrivain et journaliste israélien né le 10 septembre 1923 à Beckum (Westphalie, Allemagne) et mort le 20 août 2018 à Tel-Aviv-Jaffa en Israël.
Surtout connu pour être un militant des droits des Palestiniens et pacifiste convaincu, il appartient à une tendance d'extrême gauche israélienne. Il se définit comme post-sioniste.

## Biographie

### Enfance et jeunesse
Sa famille fuyant l'Allemagne de Hitler, il arriva en Palestine en 1933.
Cinq ans plus tard, il prit part (à l'âge de quatorze ans) au combat contre l'occupant britannique en s'enrôlant dans l'organisation armée nationaliste juive : l'Irgoun dirigée à l'époque par David Raziel. Il quitte l'organisation en 1941, se rebellant contre les positions anti-arabe et anti-sociale de l'organisation.
Il fonde le mouvement Eretz Yisrael Hatz'ira (Jeune Pays d'Israël en français) en 1946. Au sein de ce mouvement, il sera l'éditeur de la revue Bama'avak (Dans la lutte).

### Le soldat devient journaliste

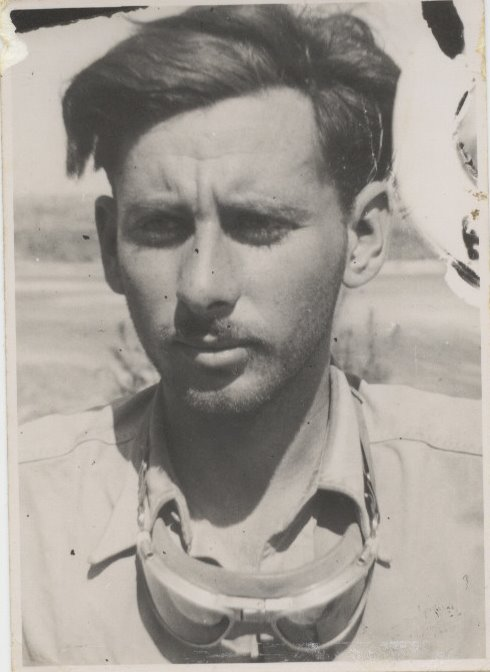
Uri Avnery pendant son service militaire en 1948.

Uri Avnery participe à la guerre israélo-arabe de 1948 comme soldat dans l'armée israélienne dans la brigade Guivati également connue sous l'appellation des Renards de Samson (Shualei Shimshon en hébreu) sous le commandement de Tzvi Tzur.
Il quitte l'armée en 1949 et devient éditorialiste pour le quotidien Haaretz. Considérant que sa liberté d'expression n'était pas suffisante (en particulier au sujet des expropriations par le gouvernement de Ben Gourion de terres appartenant aux Arabes), il quitte le journal en 1950.
En 1950, avec quelques proches (dont un ancien parlementaire israélien Shalom Cohen) il rachète l'hebdomadaire israélien Haolam Hazeh (Ce monde). Il en sera l'éditorialiste jusqu'en 1993 date à laquelle l'hebdomadaire a cessé toute publication.
En octobre 1953, un article publié dans Haolam Hazeh critique l'opération exécutée contre le village Jordanien de Qibya (au cours duquel au moins 69 civils moururent) par une unité des forces spéciales israéliennes dirigée par Ariel Sharon (l'unité 101). Quelques jours plus tard, certains membres de cette unité 101 rouent de coups Uri Avnery et son ami Shalom Cohen (rédacteur en chef de l'hebdomadaire),. Ses deux bras ayant été fracturés lors de l'agression, il doit être hospitalisé.
En 1955, après la publication d'un article critique dans Haolam Hazeh envers le maire de Haifa, Abba Hushi, un attentat à la bombe est perpétré au siège de l'hebdomadaire.
Il collabore depuis 2010 à La Revue, magazine hebdomadaire francophone dans lequel il écrit et tient des chroniques.

### Le député

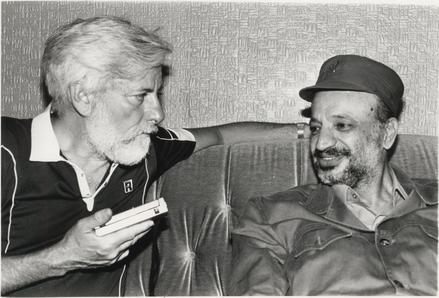
Uri Avnery et Yasser Arafat, 1982

En 1965, Uri Avnery participe à la création du parti Haolam Hazeh - Koach Hadash (Ce monde - Nouvelle force). Cette même année, présenté par ce parti, il est élu député à la Knesset. Il reste député jusqu'en 1973 et le redevient de 1979 à 1981.
Pendant quelques années, il écrit fréquemment pour le quotidien Maariv.
Le 3 juillet 1982, pendant la guerre du Liban, il traverse la ligne de front et rencontre Yasser Arafat. C'est la première fois qu'un leader de l'OLP rencontre publiquement un israélien en vue de discuter d'une résolution du conflit.

### Le militant deGush Shalom
Uri Avnery crée le Bloc de la paix, (Gush Shalom en hébreu) en 1993.

## Gush Shalom
Uri Avnery est cofondateur de Gush Shalom, mouvement israélien qui milite pour la paix et en vue de la création d'un État palestinien. Gush Shalom est sur ce point en accord avec Shalom Archav (en français La Paix maintenant), un mouvement prônant un retour aux frontières de 1967 de la part d'Israël, la partition de Jérusalem et la création d'un État palestinien distinct d'Israël au côté de celui-ci sous le slogan de « Deux peuples, deux États ». 
Uri Avnery a dans ce cadre rencontré Yasser Arafat à de nombreuses reprises et a toujours soutenu que ce dernier était un grand homme, et un partenaire pour Israël. À sa mort, il déclarait lors d'une interview au quotidien Haaretz :
« On se souviendra d’Arafat comme un des plus grands dirigeants de la seconde moitié du XXe siècle. »

## Prises de position et réactions violentes à son encontre
À propos de l'échec de la négociation à Taba, Uri Avnery dénonce la position officielle israélienne (soutenue par le premier ministre israélien, Ehud Barak) selon laquelle, Yasser Arafat a refusé une offre très généreuse lors des négociations du sommet de Camp David II (en 2000) et du sommet de Taba (en 2001). Il a qualifié cette position officielle de « gros mensonge de Barak ».
En mars 2006, Baruch Marzel, chef de file du Front national juif, lance un appel au meurtre contre lui car il a qualifié d’« assassinat ciblé » palestinien le meurtre du ministre israélien du Tourisme Rehavam Zeevi, en 2001.

## La stratégie
Uri Avnery (18 novembre 2006) : « Nous appelons cela « l'effet du petit rouage ».  Un petit rouage en entraîne avec son propre mouvement un plus gros, qui entraîne un rouage encore plus gros, et ainsi de suite, jusqu'à ce qu'il bouge le centre du consensus. Ce que nous disons aujourd'hui, La Paix maintenant le dira demain, et une grande partie du public le jour d'après ».
C'est pourquoi il pense qu'une organisation militante est plus efficace pour son combat qu'un parti politique (tel que Haolam Hazeh).

## Reconnaissance
Uri Avnery est récipiendaire du prix Nobel alternatif en 2001, « pour [sa] conviction inébranlable, au milieu de la violence, que la paix ne peut être atteinte que grâce à la justice et la réconciliation. ».
Il a reçu le Prix de la paix Erich-Maria-Remarque en 1995.

## Citation
« Notre rôle n'est qu'un petit rôle dans une lutte mondiale pour la paix, la justice et l'égalité entre les êtres humains et entre les nations, pour la préservation de notre planète. Tout cela peut se résumer en un mot, qui à la fois en hébreu et en arabe ne signifie pas seulement la paix, mais aussi l'intégrité, sécurité et bien-être : Shalom, Salam. »; Discours d'acceptation du prix Nobel alternatif, 9 décembre 2001.

## Œuvre
- (fr) Uri Avnery, Chronique d'un pacifiste israélien pendant l'intifada, L'Harmattan, 2003, 306 p. (ISBN 978-2-7475-3653-0)